# Krypton (fiktiv planet)
Krypton är en fiktiv planet i DC Comics universum där seriehjälten Stålmannen, på Krypton kallad Kal-El, föddes. Kort efter att Kal-El fötts exploderade Krypton. Planetens öde hade dock förutsetts av Stålmannens föräldrar, forskarna Jor-El och Lara som, för att rädda honom, skickade iväg sin son i en rymdfarkost som senare landade på Jorden.
Konceptet skapades av Jerry Siegel och Joe Shuster, och nämndes första gången Action Comics #1 (juni 1938); planetens fulla utseende visades första gången i Superman #1 (1939 års sommarnummer).
En kombination av Kryptons starka gravitation, kryptoniernas annorlunda fysiologi, och det faktum att planeten kretsade kring en röd stjärna (Rao), har lett till att Kal-Els kropp fungerar som ett kraftfullt batteri när han hamnar under en gul stjärna, som exempelvis på Jorden som snurrar runt Solen, vilket ger honom de superkrafter som gör honom till den mäktige Stålmannen.
Kryptons teknik (sedan 1970-talets filmversioner ofta definierad som "kristallteknologi") utgör den teknologiska kärnan i Stålmannens arktiska fästning.
De radioaktiva resterna från planeten Krypton kallas kryptonit, och är i sin vanligaste isotopform dödlig för Stålmannen.
Vissa berättelser har handlat om när Stålmannen reser tillbaka i tiden för att besöka Krypton innan den förstördes, som i "Superman's Return to Krypton" från 1960, där Stålmannen kastas bakåt i tiden till Krypton innan förstörelsen. Utan krafter vistas han på planeten, träffar sina kommande föräldrar samt förälskar sig i den kryptonska skådespelerskan Lyla Lerrol. I "What If Krypton Had Not Exploded?" (återtryckt i The Greatest Superman Stories Ever Told) gavs mer insikt i det kryptoniska samhället.
Stålmannens kryptonska bakgrund förekom ofta i Superman-serierna under seriernas "silverålder", och han var från tidig ålder fullt medveten om sitt ursprung. Stålmannen kom att använda denna kunskap för att konstruera avancerad kryptonsk teknologi, eller delta i vissa kryptonska traditioner.
I en berättelse om Starman från 1999, kom Jack Knight vilse i tid och rum, landade på Krypton flera år före dess förstörelse, och mötte Jor-El som en ung man. Historien förutsätter att det var hans första möte med en jordbo som fick Jor-El att studera andra världar, och valde Jorden som destination för sonen; vid berättelsens slut ger Jack en apparat till Jor-El som visar Jordens koordinater, samt bilder från den.

### Fotnoter
1. ↑   Starman, "2", New York: DC Comics, Mars 1999